# Punt van Kosnita

De stelling van Kosnita

Het punt van Kosnita is een driehoekscentrum met kimberlingnummer X(54). Het is de isogonale verwant van het middelpunt van de negenpuntscirkel.
Het punt dankt zijn naam aan de stelling van Kosnita: Is O het middelpunt van de omgeschreven cirkel, dan is de driehoek van de middelpunten van de omgeschreven cirkels van de driehoeken OBC, AOC en ABO perspectief met ABC. Het perspectiviteitscentrum is het punt van Kosnita.

## Coördinaten
De barycentrische coördinaten van het punt van Kosnita zijn
{\displaystyle ({\frac {\sin \alpha }{\cos(\beta -\gamma )}}:{\frac {\sin \beta }{\cos(\gamma -\alpha )}}:{\frac {\sin \gamma }{\cos(\alpha -\beta )}}).}